# ROOD
ROOD, Socialistische Jongeren è un'organizzazione politica dei Paesi Bassi fondata nel 2003, fino al 2021 organizzazione giovanile del Partito Socialista.

## Organizzazione
Formalmente, ROOD è un'associazione volontaria (in olandese vereniging) dal 2003 con l'obiettivo di coinvolgere le giovani generazioni nella creazione di una società socialista in Olanda e nel supporto all'SP. Tra il 1999 e il 2003 è stato un gruppo interno al partito, inizialmente definito "iniziativa giovanile interna all'SP". Era il successore del "J-team".
Localmente, ROOD è organizzata in gruppi all'interno della responsabilità politica e finanziaria della sezione locale del Partito Socialista. Esistono alcuni criteri per formare un gruppo, come un numero minimo di militanti. Il numero di gruppi è in continua evoluzione, nel 2005 erano circa venti. Gruppi stabili si trovano ad Amsterdam, Delft, Haarlem Groningen e Utrecht. Gli iscritti al ROOD hanno dai 14 ai 28 anni e devono, con l'eccezione dei minori di 16 anni, essere membri del SP.
A livello nazionale, ROOD ha un gruppo dirigente consistente di cinque persone con un numero variabile di consiglieri di supporto. La direzione, eletta su base nazionale, coordina i gruppi e organizza campagne nazionali e attività come formazioni e escursioni. Gijsbert Houtbeckers è presidente dal giugno 2007, quando succedette a Renske Leijten che aveva coperto questa posizione dal giugno 2005. Il primo presidente dalla fondazione di ROOD fu Driek van Vugt tra il 2003 e il 2005. Prima di questo, era stato parte della direzione del gruppo ROOD fin dal 1999, i cui presidenti furono Sjoerd de Jong (1999-2000) e Gerrie Elfrink (2000-2002).

## Attività e posizioni politiche
Anche se formalmente indipendente, ROOD (contrariamente ad altre organizzazioni politiche giovanili) non prende posizioni differenti dal resto del partito.
Le principali attività del ROOD riguardano la militanza e la formazione dei membri.

### Campagne
Nel 2003, il ROOD fu attiva nella protesta contro l'obbligo per tutti i cittadini di essere sempre in grado di identificarsi e contro i tagli all'istruzione. Partecipò anche all'occupazione di edifici per attrarre l'attenzione sulla scarsità di alloggi per i giovani e in varie università organizzò azioni per fornire le università di caffè del commercio equo e solidale. Ha anche inviato una delegazione all'European Social Forum (ESF) di Parigi.
Dal 2003, organizza annualmente l'elezione Huisjesmelker van het Jaar, in cui gli studenti eleggono il peggiore padrone di casa del Paese. Dal 2005, questa elezione è organizzata in collaborazione con la Landelijke Studenten Vakbond e i consigli locali di questa organizzazione.
Nel 2004, ha dato avvio a una campagna contro la sperimentazione animale nell'industria cosmetica, nel 2005 L'Oréal fu chiamata a interrompere tali procedure a seguito di una petizione promossa dalla giovanile.
Si occupa anche di tematiche internazionali come la globalizzazione. Nel 2005 ha contribuito a un'esposizione di giovani palestinesi sulla loro cultura in differenti città olandesi. In seguito a una visita nei territori occupati è stata siglata una dichiarazione di amicizia con l'associazione calcistica Hapoël Bne Sachnin, definita dal ROOD "FC Bnei Sakhnin". In Olanda, ROOD ha fondato un club di sostenitori di questo club arabo-israeliano.
ROOD ha anche partecipato nella campagna vittoriosa contro la Costituzione Europea con il motto "Zeg je ja of denk je na" ("dici sì, o pensi?").

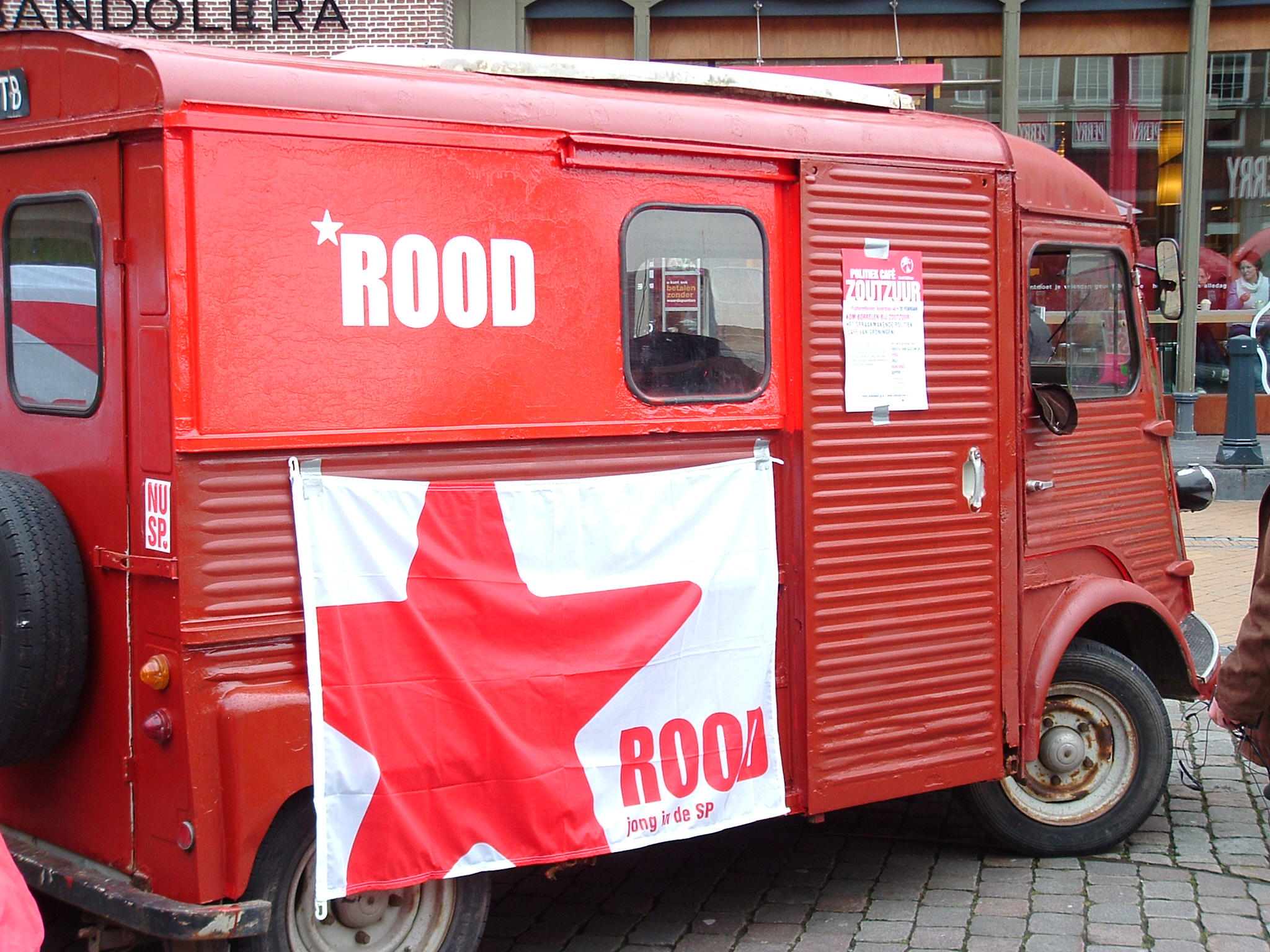
Camper per una campagna del ROOD

In 2006 ha condotto due campagne elettorali autonomamente, sostenendo l'SP nelle elezioni municipali e nelle elezioni generali.
Sempre nel 2006, ha dato vita al sito www.watvooreikelszijnjullie.nl, parodia del sito governativo www.watvooreikelbenjij.nl, destinato a insegnare valori alle giovani generazioni; a motivazione della protesta si cita l'incredibile spesa governativa (circa 1 milione di euro) e la terminologia poco rispettosa usata nel sito del governo (wat voor eikel ben jij potrebbe essere tradotta che tipo di pene sei?). Viene anche criticato il fatto che il sito era collegato a MSN, fornendo pubblicità gratuita per Microsoft.
Dal 2007, organizza azioni per il miglioramento del sistema educativo. L'obiettivo principale di queste azioni è il contrasto alla norma 1040, che obbliga le scuole a fornire un ammontare enorme di lezioni, creando un grande ammontare di ore libere per gli studenti. Tale norma ha prodotto manifestazioni spontanee degli studenti superiori in tutto il Paese.

### Pubblicazioni
ROOD pubblica due giornali studenteschi:
- Blikopener (apri-occhi), per HBO e studenti universitari; esce due volte l'anno
- Code ROOD (codice rosso), per tutti i giovani tra i 14 e i 28 anni. Esce quattro volte all'anno e contiene commenti politici e notizie circa le attività della giovanile.

Sono distribuiti gratuitamente nelle scuole e in alcune zone ad alta densità di studenti nelle abitazioni.
Fino al 2006, ROOD aveva una pagina nella rivista del partito, la Tribuna.
Dal 2006, ROOD distribuisce due volte l'anno ai suoi membri il ROOD-magazine, che contiene analisi politiche approfondite.

## Relazione con l'SP
Diversamente da altre organizzazioni politiche giovanili, il ROOD è fortemente legata al partito. Per le elezioni municipali del 2006, il 10% dei candidati eletti provenivano dal ROOD, e per le elezioni legislative, il presidente Renske Leijten è stato al numero 9 sulla lista dei candidati, ed era uno dei candidati più giovani al parlamento. Dal 2008, tre parlamentari hanno un trascorso nella giovanile Farshad Bashir, Manja Smits e Renske Leijten. A livello nazionale del Partito Socialista, ROOD è rappresentata nella dirigenza, e localmente si cerca di rappresentarla in molte sezioni locali per coordinare le attività. Nel 2008, erano presenti 28 gruppi locali.